# Сумо
Сумо (на японски 相撲) е контактен спорт, традиционна японска борба, в която участват по двама борци (рикиши). В Япония се смята за бойно изкуство. Традицията на сумото е много древна и дори в наши дни то включва множество ритуални елементи с шинтоистки произход.

През първите години на 20 век в сумото навлизат и много европейски спортисти. Един от най-изявените е роденият през 1983-та българин Калоян Махлянов с псевдоним Котоошу (Европейска арфа – яп.), който за рекордно краткия срок от три години достига втория по престиж ранг – озеки.

## Произход
Според древна японска легенда самият произход на японския народ е в резултат от сумо схватка. Според нея японците получават господството над Японските острови когато божеството Таке-мизакучи надвива в сумо схватка вожда на противниковото племе. Настрана от легендата сумо е древен спорт известен от около 1500 години.
Първите схватки са били форма религиозен ритуал съпроводен с молитви за богата реколта, ритуални танци и представления посветени на боговете изпълнявани в шинтоистките храмове. И до днес в някои храмове в Япония може да се видят ритуални танци, изобразяващи битка между човек и божество.
През периода Нара (8 век) сумото става част от церемониите в Императорския Двор. Веднъж годишно се е провеждал фестивал в който освен сумо схватките е имало музика и танци. Ранното сумо е груб бой комбиниращ елементи от бокса и борбата с много малко ограничения. Под патронажа на Императорския Двор обаче постепенно са формулирани правила близки до тези на съвременното сумо.
Съседните на Япония народи, които споделят много културни традиции, също развиват традиционни форми на борба, подобни на сумото. Типични примери за това са монголската борба бьох, китайската шуай-жиао и корейската ссиреум.

## Дохьо
Дохьо се нарича рингът, на който се провеждат сумо схватките. Името произлиза от торбите с оризова слама, които се използват за очертаване на отделните части. Дохьото се изгражда от специална глина във формата на пресечена квадратна пирамида с ширина 5,50 м. Горната повърхност е покрита с тънък слой пясък. Схватките се провеждат в кръг с диаметър около 4,57 м. Преди всеки турнир дохьото се изгражда наново от йобидаши. Процесът на изграждане на дохьото е ритуал с религиозно значение.

## Основни правила
Основните правила в сумото са изключително прости. Победител е този, който принуди противника си да излезе извън вътрешния кръг на дохьото или докосне дохьото вътре в кръга с която и да е част от тялото си различна от стъпалото. Ако например коляно, ръка, коса и дори върхът на палеца на крака докосне дохьото, това се отчита за загуба. Също до загуба води и докосването на дохьото извън кръга с която и да е част на тялото.
Забранени са удари с юмрук, дърпане на косата, бъркане в очите, душене и ритане в стомаха или гърдите. Забранено е също хващането на предната част на мавашито на противника. Подобни действия водят до дисквалификация и победата се присъжда на противника. Няма ограничения в теглото на сумистите, поради което може да се случи единият участник в схватката да е два пъти по-тежък от другия. Единственото ограничение в професионалното сумо е минимална височина от 1,70 м.